# InfraRecorder
InfraRecorder es un programa para grabar discos ópticos, tiene una interfaz gráfica y es libre y gratuito. Funciona en Microsoft Windows. Está bajo licencia GPL versión 3 y usa cdrtools para grabar. El proyecto empezó en el 2006 por Christian Kindahl. Participó en el Google Summer of Code en 2006.

## Características
InfraRecorder soporta el regrabado de discos y DVD de doble capa. InfraRecorder también puede grabar un disco desde una imagen ISO. El programa es completamente portable en Windows. También está disponible en 31 idiomas.
A partir de la versión 0.40, InfraRecorder ofrece características similares a los demás grabadores de CD/DVD, incluyendo la creación y grabación de discos de datos y audio, la habilidad de trabajar con discos regrabables y discos multisesión, de extraer WAV y crear imágenes ISO. Se puede usar con LAME para grabar CD de audio. Incluye un panel similar al Nero.
InfraRecorder está disponible en una versión que corre nativamente en versiones de 64-bit de Windows; pero no incluye el códec de Ogg Vorbis ni la biblioteca libsnd por complicaciones en la compilación con MinGW en las plataformas de 64-bit de Windows.

## Popularidad
InfraRecorder ha sido incluido en el VALO-CD, una colección del mejor software libre para Windows.